# İnşaatçı Baku
İnşaatçı Baku (azer. İnşaatçı Futbol Klubu) – azerski klub piłkarski, z siedzibą w Baku. 

## Historia
Chronologia nazw:
- 1935: Cənub İnşaatçısı Baku (ros. «Строитель юга» Баку, Stroitiel Juga Baku)
- 1940: klub rozwiązano
- 1985: İnşaatçı Baku (ros. «Строитель» Баку, Stroitiel Juga Baku)
- 1995: klub rozwiązano

Klub piłkarski Cənub İnşaatçısı Baku (ros. Stroitiel Juga Baku) został założony w miejscowości Baku w 1935 roku. W 1935 i 1936 klub zdobył mistrzostwo Azerbejdżańskiej SRR. W 1937 zespół debiutował w rozgrywkach o Puchar ZSRR. W 1940 klub zastąpił rozwiązany Temp Baku w Grupie B Mistrzostw ZSRR. W końcowej tabeli zajął trzecie miejsce w Grupie B, ale nie został promowany do Grupy A, chociaż niżej położone kluby z Charkowa, Odessy i Mińska (4-6 miejsca) awansowały do najwyższej klasy.
Sezon 1940 był ostatni w krótkiej historii. Klub został rozwiązany w związku z likwidacją DSO "Stroitiel Juga". Większość graczy zespołu przeniosła się do Dinamo Baku.
W 1985 klub został reaktywowany jako İnşaatçı Baku (ros. Stroitiel Baku). Potem występował w rozgrywkach lokalnych. W dwóch ostatnich radzieckich sezonach 1990-1991 jako Stroitel Baku występował we Wtoroj Niższej Lidze.
W 1992 klub debiutował w Wyższej Lidze Azerbejdżanu, w której występował do 1995. W sezonie 1994/95 klub zajął 11 miejsce i spadł do Birinci Divizionu. Ale zrezygnował z dalszych rozgrywek i został rozwiązany.

## Sukcesy

### Trofea międzynarodowe
Nie uczestniczył w rozgrywkach europejskich (stan na 31-05-2018).

### Trofea krajowe
| \| \| Zdobyte trofea w rozgrywkach Azerbejdżanu (stan na: 31-05-2018) \| |                                                                 |      |          |
| Rozgrywki                                                                | Osiągnięcie                                                     | Razy | Sezon(y) |
| Mistrzostwo                                                              | I miejsce                                                       | 0    |          |
| Mistrzostwo                                                              | II miejsce                                                      | 0    |          |
| Mistrzostwo                                                              | III miejsce                                                     | 0    |          |
| Mistrzostwo                                                              | 5.miejsce                                                       | 1    | 1993     |
| Puchar                                                                   | zdobywca                                                        | 1    | 1992     |
| Puchar                                                                   | finalista                                                       | 0    |          |
| II liga                                                                  | I miejsce                                                       | 0    |          |
| II liga                                                                  | II miejsce                                                      | 0    |          |
| II liga                                                                  | III miejsce                                                     | 0    |          |
| Azerbejdżan                                                              | Zdobyte trofea w rozgrywkach Azerbejdżanu (stan na: 31-05-2018) |      |          |

| \| \| Zdobyte trofea w rozgrywkach Związku Radzieckiego (stan na: 31-12-1991) \| |                                                                         |      |          |
| Rozgrywki                                                                        | Osiągnięcie                                                             | Razy | Sezon(y) |
| Mistrzostwo                                                                      | I miejsce                                                               | 0    |          |
| Mistrzostwo                                                                      | II miejsce                                                              | 0    |          |
| Mistrzostwo                                                                      | III miejsce                                                             | 0    |          |
| Puchar                                                                           | zdobywca                                                                | 0    |          |
| Puchar                                                                           | finalista                                                               | 0    |          |
| Puchar                                                                           | 1/64 finału                                                             | 1    | 1937     |
| II liga                                                                          | I miejsce                                                               | 0    |          |
| II liga                                                                          | II miejsce                                                              | 0    |          |
| II liga                                                                          | III miejsce                                                             | 1    | 1940     |
|                                                                                  | Zdobyte trofea w rozgrywkach Związku Radzieckiego (stan na: 31-12-1991) |      |          |

- Wtoraja Niższaja Liga:
  - wicemistrz (1x): 1991 (strefa 3)
  - 3. miejsce (1x): 1990 (strefa 3)

## Stadion
Klub rozgrywa swoje mecze domowe na stadionie SKIF w Baku, który może pomieścić 10000 widzów.